# Simone Verde
Simone Verde (Roma, 8 settembre 1975) è un museologo italiano.
Già direttore del Complesso Monumentale della Pilotta di cui ha portato a termine il totale restauro e riallestimento, a partire dal gennaio 2024 è direttore delle Gallerie degli Uffizi.

## Biografia
Vanta un curriculum internazionale: è stato Responsabile Ricerca scientifica e Pubblicazioni per il Louvre di Abu Dhabi, è stato attivo nella cooperazione internazionale in paesi non occidentali al servizio della cultura come strumento di promozione della democrazia. 
È membro del comitato scientifico dell’Ermitage in Italia e ha assicurato numerose expertise all’estero, tra cui per i musei della capitale dell’Arabia Saudita, Riyad. Sempre in quest’ottica è uno degli autori del documento del Louvre per la riforma dell’Unesco commissionato nel 2013 dalla Presidenza della Repubblica francese.
È laureato in filosofia teoretica a Roma, ha conseguito un master in filosofia antica a Parigi, si è diplomato in storia dell’arte all’École du Louvre e ha conseguito un dottorato in antropologia dei beni culturali all’EHESS di Parigi. Da storico dell’arte e antropologo culturale è curatore e autore di cataloghi e mostre, tra cui spicca l’enciclopedica I Farnese, arte, architettura, potere. 
Ha tradotto dal francese per gli editori Adelphi e Sellerio e ha lavorato come editor per numerose case editrici italiane. Ha all’attivo i volumi Cultura senza Capitale, vincitore del Premio nazionale letterario Pisa 2013, Le belle arti e i selvaggi (2017), Voltare Pagina (2022).

## Principali pubblicazioni
- I Farnese. Architettura, arte e potere, Electa, 2022,  p. 480, ISBN 9788892821828.
- Voltare pagina, Baldini+Castoldi, 2022,  p. 144, ISBN 9788893889766.
- Le belle arti e i selvaggi, Marsilio, 2017,  p. 400, ISBN 9788831727952.
- Cultura senza Capitale, Marsilio, 2014,  p. 352, ISBN 9788831718325.